# Région de Burnett Sud
La région de Burnett Sud (en anglais : South Burnett Region) est une zone d'administration locale située dans le Queensland en Australie, dont le siège est Kingaroy.

## Géographie
La région s'étend sur 8 399 km2 dans le Queensland central. Le comté aborigène de Cherbourg possède sa propre autonomie et n'est pas incorporé dans la région, au milieu de laquelle il forme une enclave au nord-est, entre Murgon et Wondai.
Elle comprend les villes de Kingaroy, Nanango, Murgon et Wondai et les villages de Benarkin, 
Blackbutt, Boondooma, Cloyna, Coolabunia, Crawford, Durong, Hivesville, Maidenwell, Memerambi, Proston, Tingoora et Wooroolin.

## Histoire
La région est créée le 15 mars 2008 par la fusion des comtés de Kingaroy, Murgon, Nanango et Wondai. 

## Démographie
| 2011   | 2016   | 2021   |
| ------ | ------ | ------ |
| 31 028 | 32 186 | 32 996 |

## Politique et administration
Le conseil comprend le maire et six autres membres, élus pour un mandat de quatre ans. Les dernières élections ont eu lieu le 28 mars 2020.

### Liste des maires
| Période | Période  | Identité         | Étiquette | Qualité |
| ------- | -------- | ---------------- | --------- | ------- |
| 2008    | 2012     | David Ian Carter |           |         |
| 2012    | 2016     | Wayne Kratzmann  |           |         |
| 2016    | 2020     | Keith Campbell   |           |         |
| 2020    | en cours | Brett Wayne Otto |           |         |

La zone est rattachée aux circonscriptions de Flynn, Maranoa et Wide Bay pour les élections fédérales et à celle de Nanango pour les élections à l'Assemblée législative du Queensland.